# Fiorina la vacca
Pour plus de détails, voir Fiche technique et Distribution.
Fiorina la vacca est une comédie érotique italienne de Vittorio De Sisti sortie en 1973.
C'est un decamerotico se déroulant au XVIe siècle. Le scénario de Fabio Pittorru (it) assemblent et réinterprètent des situations et des personnages présentes dans diverses comédies de Ruzzante (1496-1542), et en particulier du Primo Dialogo de Ruzante, de la Bilora, de la Fiorina et de la Moscheta, écrites entre 1529 et 1532,. 

## Synopsis
Un fermier vend sa vache Fiorina pour partir comme soldat de fortune. À partir de là, la bête est continuellement soumise à une série de changements de propriétaires (certains licites, d'autres non). La vache est finalement vendue à un homme riche, qui se débrouille également pour faire de la femme du fermier, également nommée Fiorina, sa maîtresse. Cette dernière refusera de retourner avec son mari légitime lorsqu'il viendra la chercher à nouveau.
Le leitmotiv du film est constitué par deux personnages, qui apparaissent à chaque changement de propriétaire : Fiorina, la vache, et son compatriote Michelon, témoin des différents événements et instigateur ambigu de solutions qui s'avèrent constamment infructueuses pour ceux qui l'écoutent. Toujours présent en tant que fouineur et lâche, prêt à reculer à tous les problèmes qu'il rencontre.

## Fiche technique
- Titre original italien : Fiorina la vacca[3] (litt. « Fiorina la vache. »)
- Réalisateur : Vittorio De Sisti
- Scénario : Fabio Pittorru (it) d'après Ruzzante dans Primo Dialogo de Ruzante (it), de la Bilora (it), de la Fiorina et de la Moscheta (it), écrites entre 1529 et 1532.
- Photographie : Erico Menczer (it)
- Montage : Gabriella Cristiani
- Musique : Ennio Morricone
- Décors et costumes : Sergio Canevari
- Sociétés de production : Juma Film
- Pays de production :  Italie
- Langue originale : italien
- Format : Couleur par Eastmancolor
- Durée : 103 minutes
- Genre : Comédie érotique italienne
- Dates de sortie :
  - Italie : 30 mars 1973

## Distribution
- Janet Ågren : Tazia
- Ewa Aulin : Giacomina
- Felice Andreasi : Michelon
- Rodolfo Baldini : l'amant de Teresa
- Mario Carotenuto : maître Beolco
- Angela Covello : Fiorina
- Attilio Duse : Sandron
- Graziella Galvani : Betta
- Ornella Muti : Teresa
- Jenny Tamburi : Zanetta
- Gianni Macchia : Checco
- Renzo Montagnani : Menico
- Renzo Marignano :le paysan de Beolco
- Gastone Moschin : Ruzante
- Sergio Tramonti : le tailleur de Padoue
- Piero Vida : Nane, le ruffian
- Luigi Antonio Guerra Tonino Stropabusi
- Marcello Bonini Olas : mari ruffian
- Salvatore Aricò
- Rina Mascetti
- Giorgio Dolfin

## Production
Bien que le film se déroule en Vénétie, dans la région de Padoue d'où est originaire Ruzzante, il a en fait été tourné dans le Latium. On peut reconnaître le château de Corcolle (it) et les cascades du Monte Gelato de Mazzano Romano, ces dernières dans la séquence où Ewa Aulin va faire sa lessive.